# VCalendar
vCalendar ist ein Industriestandard zum Austausch von Kalenderdaten und Termininformationen. Dieses Datenformat wird von Software auf PCs, PDAs und Mobiltelefonen verwendet. vCalendar wurde von iCalendar abgelöst. Die Dateiendung von vCalendar-Dateien lautet „.vcs“.
vCalendar spezifiziert lediglich das Format der Daten, ohne eine bestimmte Methode der Datenübermittlung vorauszusetzen. Der Datenaustausch kann beispielsweise über Dateien, per E-Mail oder drahtlos über eine Infrarot-Schnittstelle oder Bluetooth erfolgen.
vCalendar wurde mit breiter Unterstützung aus der Industrie entwickelt und 1996 zusammen mit vCard, einem Standard zum Austausch von Adressinformationen, durch das Internet Mail Consortium (IMC) veröffentlicht. Die Weiterentwicklung von vCalendar  erfolgte unter dem Dach der Internet Engineering Task Force (IETF), die bereits 1998 das Nachfolgeformat iCalendar herausgab, das zahlreiche Erweiterungen enthält. Software mit Unterstützung für das neuere iCalendar-Format unterstützt auch zu einem großen Teil das ältere vCalendar-Format, ist also abwärtskompatibel. Einige Funktionalitäten, wie etwa Wiederholungsregeln, sind jedoch nicht kompatibel. Ebenso werden z. B. Ganztagestermine nur von iCalendar unterstützt.